# Казе Векије (Форли-Чезена)
Казе Векије (итал. Case Vecchie) насеље је у Италији у округу Форли-Чезена, региону Емилија-Ромања.
Према процени из 2011. у насељу је живело 26 становника. Насеље се налази на надморској висини од 12 м.